# Salanoja jednobarwna
Salanoja jednobarwna, salanoja szerokostopa, salano (Salanoia concolor) – gatunek drapieżnego ssaka z podrodziny galidii (Galidiinae) w obrębie rodziny falanrukowatych (Eupleridae).

## Taksonomia
Gatunek po raz pierwszy zgodnie z zasadami nazewnictwa binominalnego opisał w 1837 roku francuski przyrodnik Isidore Geoffroy Saint-Hilaire nadając mu nazwę Galidia concolor. Holotyp pochodził z Madagaskaru. Jedyny przedstawiciel rodzaju salanoja (Salanoia) który opisał w 1865 roku brytyjski zoolog John Edward Gray. 
Salanoia durrelli został opisany w 2010 roku z obszaru Alaotry na podstawie cech morfologicznych, jednak badania oparte na danych molekularnych wykazują, że istnieje tylko jeden gatunek w obrębie Salanoia, S. concolor i S. durrelli jest jego synonimem. Autorzy Illustrated Checklist of the Mammals of the World uznają ten gatunek za monotypowy. 

### Etymologia
- Salanoia: malgaska nazwa salano dla salanoi[15].
- Hemigalidia: gr. ἡμι- hēmi- „pół-, mały”, od ἡμισυς hēmisus „połowa”; rodzaj Galidia I. Geoffroy Saint-Hilaire, 1837 (galidia)[16].
- concolor: łac. concolor, concoloris „tego samego koloru, jednobarwny, podobny”, od cum (stara forma com) „razem z”; color, coloris „kolor”[17].

## Zasięg występowania
Salanoja jednobarwna występuje endemicznie we wschodnim Madagaskarze. Obserwacje ze skrajnie południowo-wschodniej części Parku Narodowego Andohahela i z dalekiej północnej części Parku Narodowrgo Montagne d’Ambre zostały uznane za błędne.

## Morfologia
Długość ciała (bez ogona) 35–38 cm, długość ogona 16–20 cm, długość ucha 2,9 cm, długość tylnej stopy 6,6–7 cm; masa ciała 780 g. Ciało wydłużone z krótkimi nogami i wydłużoną głową. Uszy małe, na końcach zaokrąglone. Futro koloru brązowego z ciemnymi lub jasnymi plamami. 

## Ekologia
Salanoja jednobarwna żywi się owadami, owocami i małymi kręgowcami. Prowadzi zarówno naziemny jak i nadrzewny tryb życia. Osobniki tego gatunku są aktywne w ciągu dnia. Spotykane pojedynczo lub w parach.